# Bubble Pop! (노래)

〈Bubble Pop!〉은 대한민국의 가수 현아의 노래이다. 동명의 첫 번째 미니 앨범 《Bubble Pop!》의 타이틀곡으로, 2011년 7월 5일 발매되었다.